# Kysucká knihovna
Kysucká knihovna (slovensky Kysucká knižnica) je veřejnou městskou knihovnou v Čadci. Plní i funkci regionální knihovny pro okresy Čadca a Kysucké Nové Mesto. Začala se stavět v roce 1979 a v roce 1983 byla předána do užívání s názvem "experimentální knihovna v Čadci". V roce 1995 získala svůj současný název.

## Historie
První knihovnu v Čadci zřídil spolek Čadčianska beseda v roce 1919. Její členové svojí knihovnu začlenili roku 1925 do nově zřízené Obecní knihovny v Čadci, která byla založena roku 1922. Později byla obohacena i o knižní fond z knihovny Místního odboru Matice slovenské. V roce 1940 otevřela knihovna první čítárnu pro veřejnost na území Slovenska. Současná knihovna byla budována od srpna 1979. 

### Přehled
| Rok  | Svazků  | Čtenářů | Půjčených knih |
| ---- | ------- | ------- | -------------- |
| 1952 | 2 000   | 370     | 5 500          |
| 1977 | 59 250  | 4 900   | 143 400        |
| 2006 | 131 283 | 9 179   | 454 655        |